# راه (فیلم ۱۹۸۲)
راه فیلمی ترکیه‌ای به کارگردانی ییلماز گونی و شریف گورن است که در سال ۱۹۸۲ منتشر شد.

## موضوع فیلم
در زندانی در ترکیه، به پنج زندانی یک هفته مرخصی داده می‌شود تا به دیدار خانواده‌هایشان بروند و ما شاهد مشکلات آنها در تنظیم با جهان خارج خواهیم بود و در آخر شاهد خواهیم بود با هرگونه انتخاب راه نجاتی برای محکوم به بینوایی در این جهان وجود ندارد و پایان زندگی آنها یا مرگ یا همان اسارت است. 
نکته جالبی که در خصوص کارگردان این فیلم وجود دارد آن است که در زمان فیلمبرداری به خاطر مسایل سیاسی و مشکلاتی که دولت ترکیه برای روشنفکران و هنرمندان و اقشار مخالف ایجاد کرده بود، در زندان بوده و از آنجا فیلم را کارگردانی نموده است.